# Zacatonal, Acapetahua
Zacatonal är en ort i Mexiko.   Den ligger i kommunen Acapetahua och delstaten Chiapas, i den sydöstra delen av landet, 800 km sydost om huvudstaden Mexico City. Zacatonal ligger 15 meter över havet och antalet invånare är 152.
Terrängen runt Zacatonal är mycket platt. Runt Zacatonal är det ganska tätbefolkat, med 60 invånare per kvadratkilometer. Närmaste större samhälle är Escuintla, 14,6 km nordost om Zacatonal. Trakten runt Zacatonal består huvudsakligen av våtmarker.